# Колледж-грин
Колледж-грин (англ. College Green, ирл. Faiche an Choláiste) — площадь в центре Дублина. Площадь имеет треугольную форму, на её северной стороне находится здание, где в настоящее время располагается главный офис Банка Ирландии, а до 1800 года в нём располагался парламент Ирландии. На востоке площади расположен Тринити-колледж, а с южной стороны — ряд зданий XIX века, преимущественно офисы банков. С запада на площадь выходит улица Дейм-стрит. Колледж-грин нередко путают с Колледж-стрит, которая идёт от Пирс-стрит и Уэстморленд-стрит с северной стороны Тринити-колледжа.
Этот район был в своё время известен под названием Хогген Грин (от древненорвежского слова «haugr», означавшего «насыпь» или «курган»), поскольку здесь располагалось несколько курганов, которые, по-видимому, были местами погребения знатных викингов. На участке, расположенном между Чёрч-лейн и Саффолк-стрит, во времена викингов располагался тинг — место собраний, остатки которого можно было видеть до XVII века. Название Хогген укоренилось в названии монастыря Святой Марии де Ходжес, который находился приблизительно на месте современного Банка Ирландии, и до Реформации был крупным землевладельцем.
В доме № 3 на Колледж-грин в 1791—1820 годах располагался клуб Daly’s Club — центр общественно-политической жизни Ирландии середины XVIII — начала XIX веков.
На Колледж-грин находятся три известных исторических памятника:
- памятник Генри Граттану, адвокату и политику, перед зданием Тринити-колледжа;
- памятник Эдмунду Бёрку, политику и публицисту;
- памятник революционеру Томасу Дэвису. Ранее на этом месте располагалась конная статуя Вильгельма Оранского, демонтированная после сильных повреждений от взрыва в ноябре 1928 года.

Колледж-грин нередко используется для проведения политических митингов. В середине 1990-х годов здесь выступал президент США Билл Клинтон во время своего визита в Ирландию, а в мае 2011 года — президент США Барак Обама.